# William Bentsen
William Bruce Bentsen (Chicago, 18 februari 1930 - Linn Township, 25 december 2020) was een Amerikaans zeiler.
Bentsen won samen met Harry Melges de bronzen Olympische medaille medaille in 1964.
Acht jaar later won Bentsen met Melges en William Allen tijdens de Olympische Zomerspelen 1972 de gouden medaille in de Soling.

### Olympische Zomerspelen
| Jaar | Plaats  | Resultaten      |
| ---- | ------- | --------------- |
| 1964 | Tokio   | Flying Dutchman |
| 1972 | München | Soling          |

1972: William Allen / William Bentsen / Harry Melges ·
1976: Valdemar Bandolowski / Erik Hansen / Poul Richard Høj Jensen ·
1980: Valdemar Bandolowski / Erik Hansen / Poul Richard Høj Jensen ·
1984: Roderick Davis / Robert Haines / Edward Trevelyan ·
1988: Thomas Flach / Bernd Jäkel / Jochen Schümann ·
1992: Jesper Bank / Steen Secher / Jesper Seier ·
1996: Thomas Flach / Bernd Jäkel / Jochen Schümann ·
2000: Jesper Bank / Henrik Blakskjær / Thomas Jacobsen